# Marianne James
Pour les articles homonymes, voir James et Gandolfi.
Marianne Gandolfi dite Marianne James, née le 18 février 1962 à Montélimar, est une auteure-compositrice-interprète, guitariste et actrice française.
Elle a emprunté le nom « James » à son parrain Pierre Jame après son décès, avec une allusion à la jam session.
En 2023, elle obtient une nomination au Trophée de la comédie musicale de la meilleure artiste interprète féminine pour son onewoman show Tout est dans la voix.

## Biographie
Née à Montélimar, Marianne Gandolfi grandit dans la boutique familiale, place du Marché, avec son père Maurice, chocolatier pâtissier et nougatier, sa mère Jacqueline, dont elle tient ses origines italiennes, qui tenait une parfumerie, et sa sœur Pascale, de quatre ans son aînée.
Elle prend des cours de guitare dès l'âge de 11 ans chez Antoine Petrucciani, dit « Tony », guitariste de jazz renommé et père du pianiste Michel Petrucciani avec qui elle fait de nombreuses sessions en trio. De 15 à 23 ans, elle profite de ses vacances pour chanter et jouer dans la rue avec sa sœur et une amie.
En 1980, après avoir créé son premier groupe, Les Swingums, elle passe une licence en musicologie à la Sorbonne et obtient un premier prix de chant au Conservatoire national supérieur de musique et de danse de Paris.

## Carrière

### Années 1980 et 1990
En juillet 1980, elle rejoint Paris et dès 1981 intègre « Les Démones Loulou » avec qui elle fait la première partie de William Sheller à l’Olympia. Elle continue à chanter dans les rues de Paris.
À partir de 1989, elle se fait connaître grâce au personnage de Maria Ulrika Von Glott, une cantatrice allemande et foldingue de son spectacle L'Ultima Récital avec Véronique Vola, Hélène Halevy puis Ariane Cadier, qui se succéderont au piano. Ce spectacle est créé à l'association La Clef, à Saint-Germain-en-Laye, lors d'une résidence d'artiste durant laquelle Marianne James, en échange des cours qu'elle donne, obtient une structure d'accueil qui lui permet de se produire sur scène. Ce spectacle connaît 1 178 représentations jusqu'en avril 2002 avec une belle affiche aux Folies Bergère en décembre 2001. Elle remporte d'ailleurs le Molière du meilleur spectacle musical en 1999.
Parallèlement au succès de son spectacle L'Ultima Récital, elle donne des cours de chant, accompagnée de sa guitare, dans son appartement parisien de la rue Montmartre. En 1999, elle sort son premier disque, Les Mandarines, toujours avec le personnage d'Ulrika Von Glott.

### Années 2000
En 2003, elle est à l'affiche de La Cigale à Paris pour son concert Le Caprice de Marianne, où elle chante seule à la guitare des compositions et quelques reprises de chansons pop, rock et jazz.
Elle double également le personnage de la grosse Dame dans Harry Potter et le Prisonnier d'Azkaban.
En 2004, elle participe sur M6 en tant que jurée à l'émission Nouvelle Star aux côtés de Manu Katché, Dove Attia et André Manoukian. Elle poursuivra pour les saisons 2005, 2006 et 2007, et reconnaît que cette émission de télé-crochet lui a donné une nouvelle notoriété, lui permettant d'être connue sous son nom de Marianne James et non plus de Maria Ulrika Von Glott.
En 2006, elle sort Marianne James, son premier album qu'elle veut à contre-sens de l'image que les médias donnent d'elle.
Fin 2008, elle participe à la comédie musicale inspirée du film Les Aventures de Rabbi Jacob, au Palais des Congrès à Paris.
Le 9 janvier 2009, elle présente en première partie sur TF1 une émission sur les comédies musicales intitulée Vive les comédies musicales !
Elle est une des « sociétaires » réguliers de l'émission Les Grosses Têtes sur RTL du temps de Philippe Bouvard.

### Années 2010
Le 20 mars 2010, elle participe à l'émission Rendez-vous en terre inconnue de Frédéric Lopez sur France 2. Après trois jours de voyage, elle se retrouve au cœur de l’Indonésie dans l’archipel des Banggai, où elle a rendez-vous avec les Bajaus, un peuple de pêcheurs qui a choisi de vivre dans un minuscule village sur pilotis. Elle présente en septembre de la même année le documentaire Un monde tout nu sur Jimmy à 22 h 15.
En 2011, elle reprend le chemin des planches en participant à l'aventure folle d’Une visite inopportune de Copi, mise en scène par Philippe Calvario au théâtre de l'Athénée. Elle est aux côtés de Michel Fau, Sissi Duparc, Éric Guého, Louis Arène et de Sœurs de la Perpétuelle Indulgence.
En 2011, elle devient animatrice sur la chaîne Arte pour l'émission Queens of Pop.

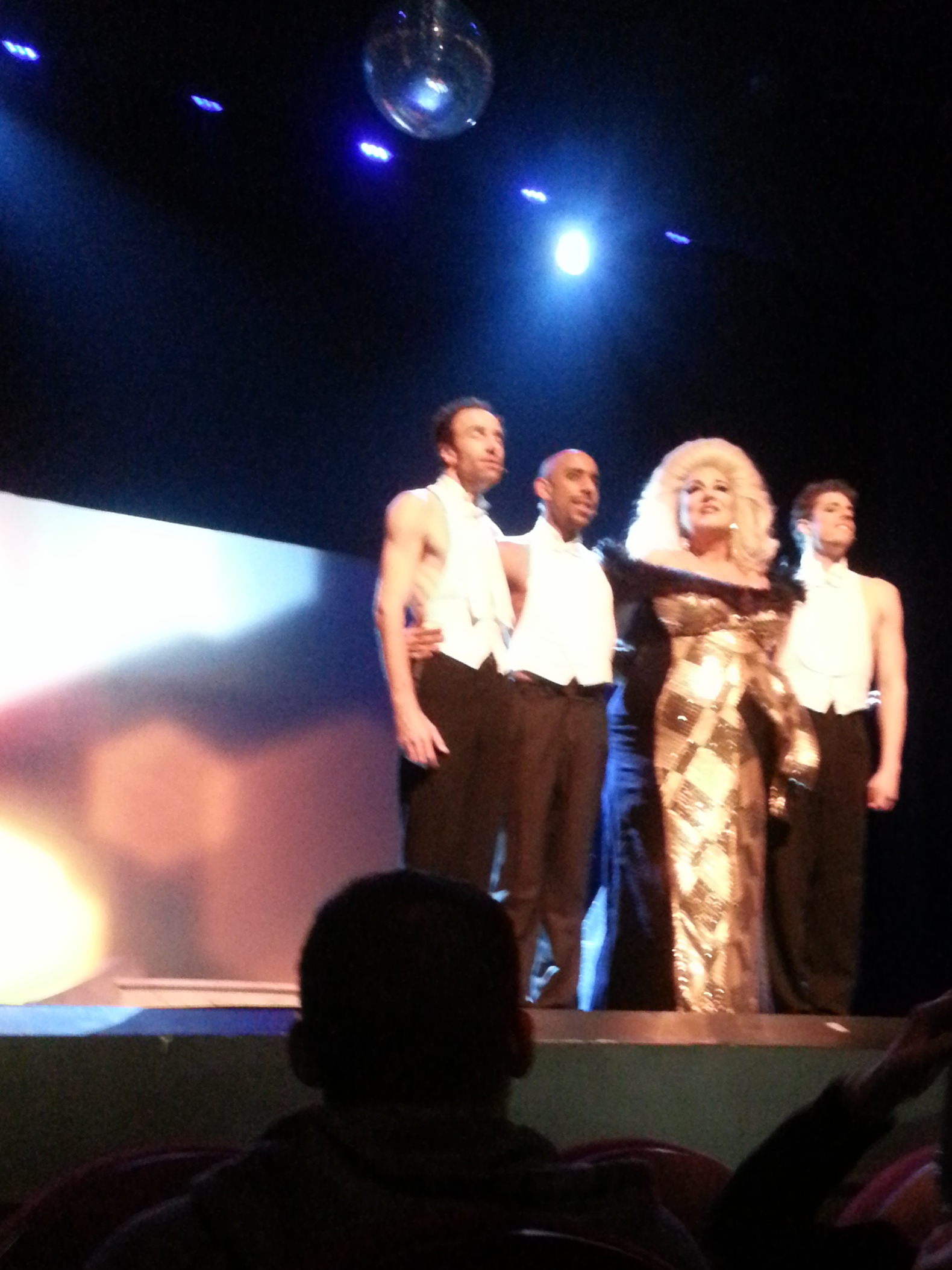
Marianne James dans Miss Carpenter en 2015.

En 2013, elle coécrit avec Sébastien Marnier Miss Carpenter, une pièce mise en scène par Éric-Emmanuel Schmitt et Steve Suissa au théâtre Rive Gauche et dans laquelle elle joue le rôle principal avec notamment Pablo Villafranca.
En 2014, elle présente l'émission Prodiges, diffusée fin décembre sur France 2 et dans laquelle sont mis en compétition des jeunes prodiges en chant, musique et danse classiques.
En avril 2015, elle participe au conte musical écologique Les Symphonies Subaquatiques aux côtés de Jacques Gamblin, Agnès Jaoui, Dominique A et Kent, sorti en livre-disque aux Éditions des Braques.
Le 23 mai 2015, elle commente pour France 2 en direct avec Stéphane Bern la finale du 60e Concours Eurovision de la Chanson à Vienne en Autriche.
En 2016, elle interprète le personnage de « Tatie Jambon » dans le conte musical Tous au lit, coécrit avec l'auteure des Symphonies Subaquatiques Valérie Bour et mis en musique par Sébastien Buffet, aux Éditions des Braques. Elle y incarne le rôle d'une super tatie qui essaye d'endormir son neveu et sa nièce avec un stratagème musical.
Les 10 et 12 mai 2016, elle commente en duo avec Jarry les deux demi-finales de l'Eurovision 2016 en direct sur France 4. Elle commente ensuite pour France 2 le 14 mai suivant, avec Stéphane Bern, la finale du 61e Concours Eurovision de la chanson en direct de l'Ericsson Globe de Stockholm, en Suède. Par ailleurs, le samedi après-midi avant la finale, elle présente sur France 2 le documentaire 60 ans d'Eurovision réalisé par Léa Coyecques (renommé La Grande Histoire de l'Eurovision lors de sa rediffusion en 2017).
En 2016, elle prête sa voix à l'un des personnages principaux des 28 épisodes de la série d'animation Salaire net et monde de brutes, diffusée sur Arte, aux côtés de Valérie Donzelli et de Jérémie Elkaïm.
Le 6 juin 2016, elle rejoint la troupe de l'émission quotidienne Cinq à sept avec Arthur sur TF1, présentée par Arthur.
En décembre 2016, elle présente le concours de peinture À vos pinceaux, diffusé en première partie de soirée le 27 décembre sur France 2 et produit par BBC Worldwide France. Après deux épisodes, l'émission est déprogrammée en raison de faibles audiences et diffusée ensuite sur France 4. Dans un même temps, elle double le personnage principal du court-métrage animé L'aviatrice, qui raconte l'exploit de Jacqueline Auriol.
Le 11 avril 2017, elle apparaît sur M6 dans l'émission spéciale Ça va être leur fête ! de la série Scènes de ménages. Elle y joue le rôle d'une artiste du spectacle qui fuit en entendant chanter Emma (incarnée par Anne-Élisabeth Blateau).
Les 9 et 11 mai 2017, en duo avec Jarry, elle commente les deux demi-finales de l'Eurovision 2017 en direct sur France 4 puis, le 13 mai 2017, en compagnie de Stéphane Bern sur France 2 la finale du 62e Concours Eurovision de la chanson, en direct du Centre d'exposition international de Kiev en Ukraine. Le concurrent français Amir, classé 6e à l'Eurovision 2016, se joint à eux pour les commentaires.
Le 2 juin 2017, elle anime Prodiges le Grand Concert, un concert évènement diffusé en direct sur France 2 depuis le Stade Pierre-Mauroy de la Métropole européenne de Lille. Pour cette occasion, les prodiges sont entourés de plus de 10 000 jeunes choristes des Hauts-de-France (plus grande chorale au monde), des 100 musiciens de l'Orchestre national de Lille et se trouvent devant 45 000 spectateurs et des millions de téléspectateurs.
En 2018, elle collabore à nouveau avec Valérie Bour pour un nouveau conte musical : Tous heureux ! (sorti le 20 septembre - Éditions des Braques). Cette fois-ci, la super tatie embarque son neveu et sa nièce dans un voyage à la recherche du bonheur. La même année, Victorie Music et Los Production s’associent pour coproduire le spectacle qui verra s’incarner le personnage de Tatie Jambon sur scène : Tatie Jambon, le concert. Après une résidence aux Ulis en juin 2018, elle interprète son spectacle pendant le Festival Off d'Avignon du 6 au 29 juillet au théâtre Le Paris. Le spectacle est ensuite joué pour dix dates au théâtre La Grande Comédie à Paris (9e), avant une tournée en 2019.
La même année, elle est l'un des quatre jurés du télé-crochet La France a un incroyable talent diffusé sur M6.
Invitée des Grandes Gueules, elle confie avoir passé l'audition pour interpréter Mama Morton dans la comédie musicale Chicago, mais avoir été recalée.

### Années 2020
Le 5 mars 2020, à l'occasion de la journée internationale des femmes, elle participe à un défilé à Tunis organisé par l'Institut français intitulé Over fifty... et alors ?, un défilé consacré aux femmes qui ont franchi la barre des cinquante ans.  
Elle est la juge invitée pour l'épisode 2 de Drag Race France en 2022.
Elle participe à l'émission Mask Singer en 2022, dans le costume du bébé, et sera démasquée lors du premier prime.
En avril 2024, dans une interview pour le quotidien belge La DH+, Marianne James a exprimé ses inquiétudes concernant la santé vocale des jeunes participants de l'émission The Voice Kids. Elle s'est notamment alarmée des risques de blessures vocales pour les enfants, souvent invités à interpréter des morceaux exigeants réservés aux voix adultes. En parallèle, elle a salué la maîtrise vocale de Lara Fabien, qu'elle décrit comme ayant atteint son niveau d'excellence grâce à des décennies de pratique et l'accompagnement d'un coach vocal de renommée internationale.

## Vie privée
Discrète sur sa vie privée, Marianne James a officialisé le couple qu'elle forme depuis 2016 avec Bertrand Edl, conseiller en stratégie marketing, lors du tournoi de Roland-Garros en juin 2017. En 2022, elle annonce leur séparation.

## Radio
- 1999 : Les Grosses Têtes sur RTL : « sociétaire »

## Télévision

### Animatrice
- 2002 : On en rit encore !!! sur France 3
- 2004 : 30 ans : Le fabuleux destin de France 3
- 2006 : Aujourd’hui Marianne sur Pink TV
- 2009 : Vive les comédies musicales ! sur TF1
- 2010 : Un monde tout nu sur Jimmy
- 2011 : Queens of Pop sur Arte
- 2014-2017 : Prodiges sur France 2
- 2015-2017 : finale du Concours Eurovision de la chanson sur France 2 : commentaires avec Stéphane Bern
- 2016 et 2017 : demi-finale du Concours Eurovision de la chanson sur France 4 : commentaires avec Jarry
- 2016 : 60 ans d'Eurovision, documentaire de Léa Coyecques (renommé La Grande Histoire de l'Eurovision en 2017) sur France 2
- 2016-2017 : À vos pinceaux sur France 2 puis France 4
- 2016 : Gala de l'Union des artistes sur France 2
- 2017 : Prodiges le grand concert sur France 2.

### Actrice
- 2013 : La Croisière (série sur TF1 - épisode 3 : Les bons parents) : Amanda Saint-Gil
- 2017 : Scènes de ménages (prime-time Ça va être leur fête !) sur M6 : une artiste du festival
- 2018 : Nina (saison 4, épisode 8 : Ne dis jamais) : Valérie
- 2018 : Mongeville (épisode Vénus maudite de Bénédicte Delmas) : Agnès de Barneville
- 2022 : Scènes de ménages (dans le cadre de la soirée 35 ans M6 : tous en scène !).
- 2024 : Face à face (saison 2) de July Hygreck et Julien Zidi : Agnès Tancelin (la mère de Vanessa)

### Participante / jurée / chroniqueuse
- 2004-2007 et 2023 : Nouvelle Star sur M6 : jurée
- 2010 : Rendez-vous en terre inconnue sur France 2 : participante
- 2013 : Touche pas à mon poste ! sur D8 : chroniqueuse
- 2016 : Cinq à sept avec Arthur sur TF1 : chroniqueuse
- 2016 : Tout le monde joue sur France 2
- Depuis 2018 : La France a un incroyable talent sur M6 : jurée
- 2022 : Drag Race France sur France 2 : jurée invitée (saison 1, épisode 2)
- 2022 : Mask Singer (saison 4) sur TF1 : candidate sous le costume du bébé (épisode 1)
- 2022 : Le Grand Quiz sur TF1
- 2023 : Le Grand Concours sur TF1 : candidate

## Discographie

### Albums
- 2006 : Marianne James
- 2015 : Les Symphonies Subaquatiques
- 2016 : Tous au lit !
- 2018 : Tous heureux !

### Singles
- 1999 : Les Mandarines
- Fragile
- Les People
- 2007 : Dans ma rue

## Doublage

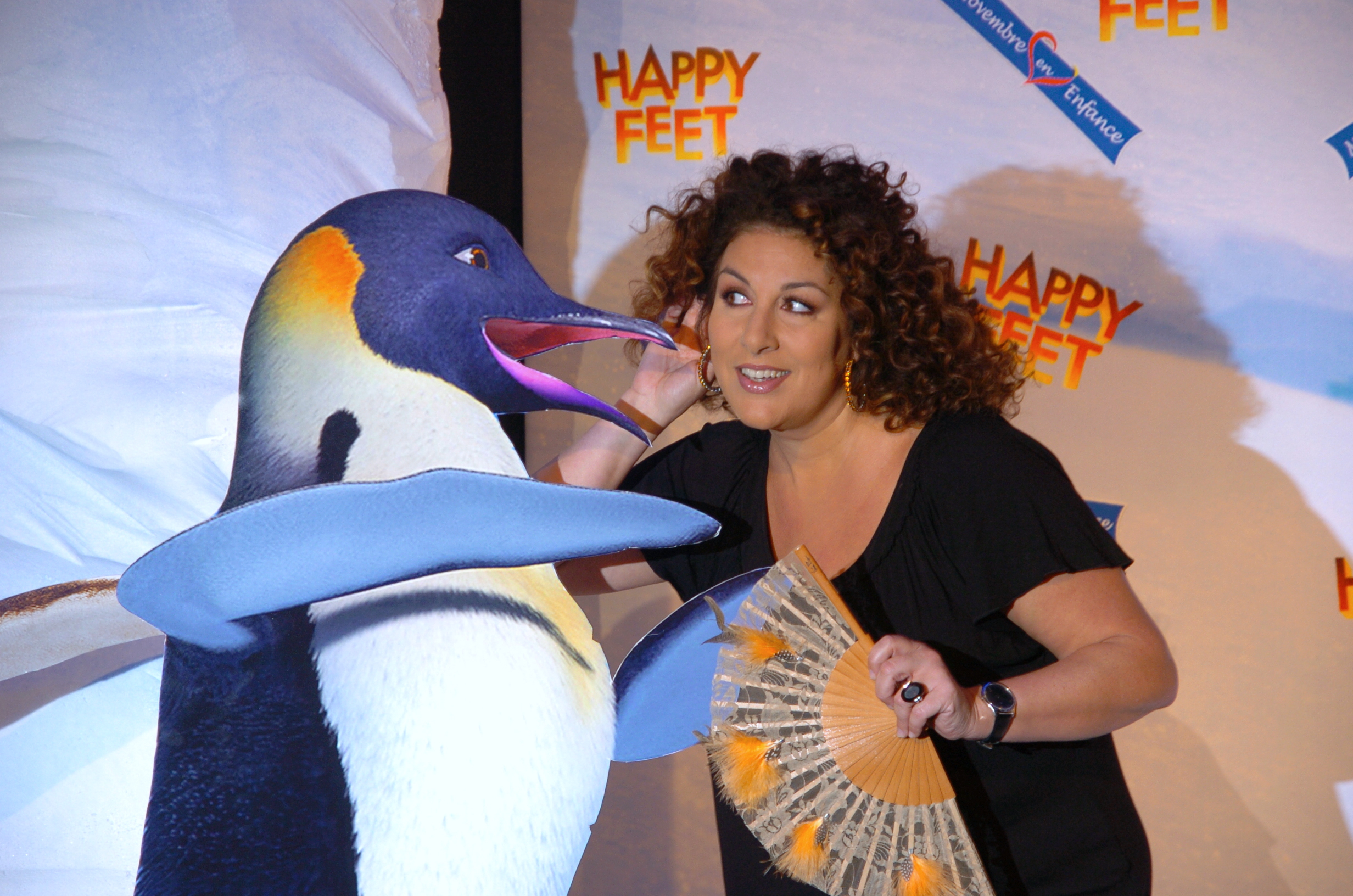
Marianne James le 26 novembre 2006 à l'avant-première parisienne du film d'animation Happy Feet.

- Marianne James le 26 novembre 2006 à l'avant-première parisienne du film d'animation Happy Feet.2004 : Harry Potter et le Prisonnier d'Azkaban d'Alfonso Cuarón : la Grosse Dame
- 2006 : Happy Feet : Madame Astrakhan
- 2012 : Madagascar 3 : la capitaine Chantal Dubois
- 2016 : Salaire net et monde de brutes[11], 28 épisodes (Arte)
- 2016 : L'aviatrice, court-métrage d'animation de Jacques Leyreloup, Victor Tolila, Perrine Renard, Laura Viver Canal, Gaël Chauvet : Jacqueline Auriol.
- 2023 : La Pat' Patrouille : La Super Patrouille, le film : Janet

## Théâtre
- 1989-2002 : L'Ultima Récital, les adieux irrévocables de Marianne James, mise en scène de Django Edwards
- 2009 : Les Insatiables de Hanoch Levin, mise en scène Guila Braoudé, Studio des Champs-Elysées
- 2011 : Une visite inopportune de Copi, mise en scène Philippe Calvario, Théâtre du Beauvaisis, Théâtre de l'Athénée-Louis-Jouvet
- 2013-2018 : Miss Carpenter de Marianne James et Sébastien Marnier, mise en scène d'Éric-Emmanuel Schmitt et Steve Suissa, Théâtre Rive Gauche, Théâtre du Gymnase
- 2018-2019 : Tatie Jambon[13], de Marianne James et Valérie Bour, direction d'acteur par Aude Léger
- 2021 : Les Adieux de Tatie Jambon, de Marianne James et Valérie Bour, Théâtre de la Tour Eiffel
- 2023-2024 : Tout est dans la voix